# Jean Caire (peintre)
Pour les articles homonymes, voir Jean Caire et Caire (homonymie).
Jean Caire, né à Jausiers le 25 septembre 1855, et mort dans la même ville le 21 avril 1935, est un peintre français.

## Biographie
Jean Caire est né à Jausiers, lieu-dit les Davis, le 28 septembre 1855, dans une famille bourgeoise également établie à Lyon. Il se rend dans cette ville en 1880 où il commence une carrière de commerçant avant d'entreprendre des études de peinture auprès de Louis Guy. Il expose pour la première fois en 1885, principalement des paysages de la vallée de Barcelonnette. Il rencontre Marie Tonoir, également artiste peintre, qu'il épouse à Saint-Rambert-l'Île-Barbe le 23 octobre 1886. Le couple se rend à Paris où les deux artistes poursuivent leur formation à l'Académie Julian, ayant alors pour maître Jules Lefebvre, et participent à de nombreuses expositions. Jean Caire est élu président de la Société des bas alpins de Paris dont le but est la promotion du tourisme dans la vallée de l'Ubaye. 

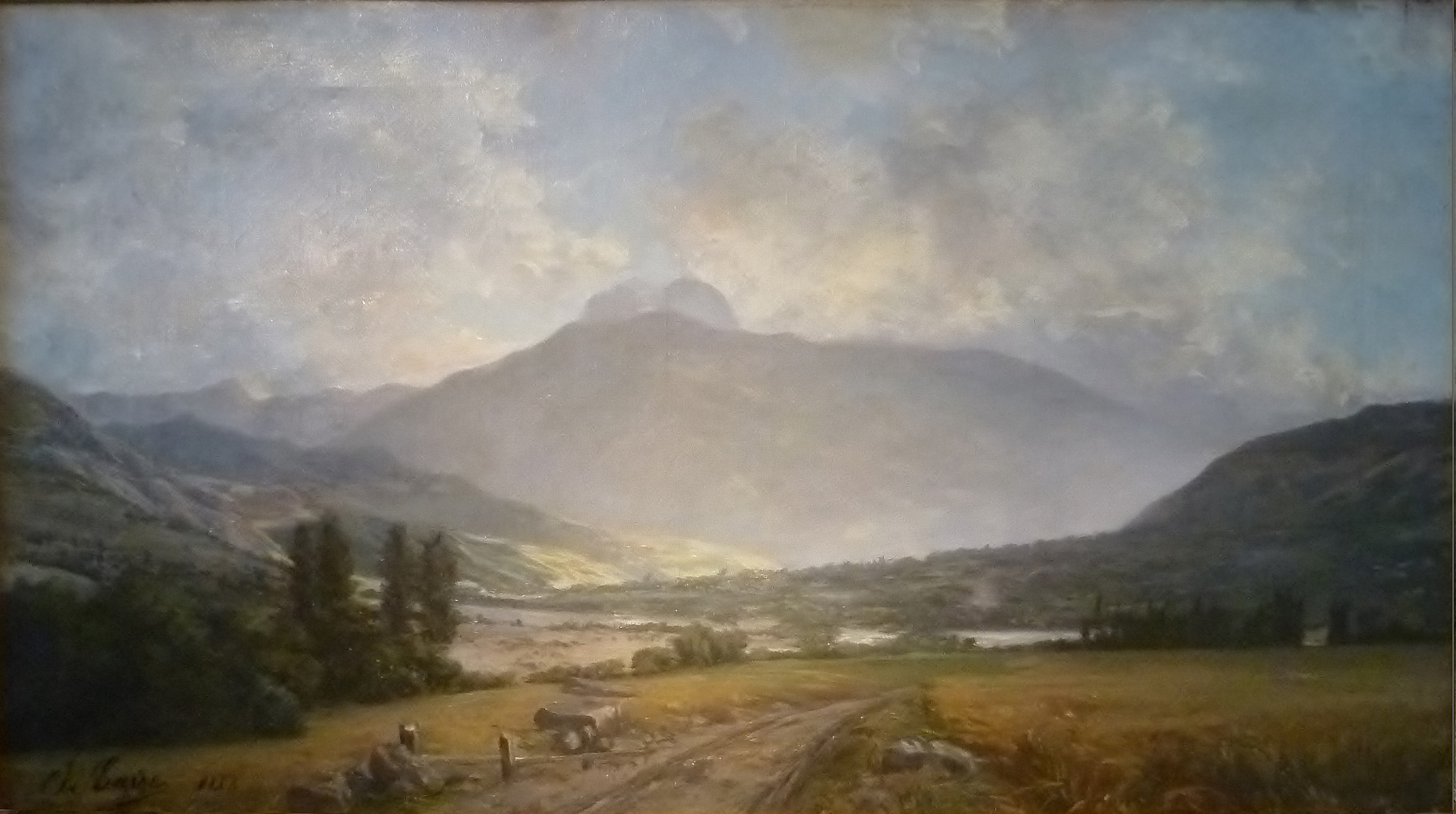
"A Barcelonnette" (1888) - Musée Gassendi

En 1899, le couple s'installe dans la propriété familiale des Davis, commune de Jausiers. Marie Tonoir continue à se consacrer à la peinture tandis que son mari se consacre de plus en plus au développement économique de la vallée de l'Ubaye : il dirige diverses sociétés telles que le syndicat intercommunal des câbles porteurs, la Société pour l'amélioration de la race ovine etc. Avec son épouse, Jean Caire séjourne plusieurs fois en Algérie et en Tunisie. Il reçoit les insignes de chevalier de la Légion d'honneur.

## Œuvres dans les collections publiques
- Digne-les-Bains, musée Gassendi : La Vallée de l'Ubaye aux Davis.
- Lyon, musée des beaux-arts :
  - Paysage des environs de Paris[4] ;
  - Paysage : le marronnier[5].